# 304 Park Avenue South
El edificio del 304 Park Avenue South (en inglés: Building at 304 Park Avenue South) es un edificio histórico ubicado en Nueva York, Nueva York, Estados Unidos. Se encuentra inscrito en el Registro Nacional de Lugares Históricos desde el 15 de marzo de 2005.

## Ubicación
El Edificio del 304 Park Avenue South se encuentra dentro del condado de Nueva York en las coordenadas 40°44′24″N 73°59′14″O / 40.74, -73.987222.